# Niviventer hinpoon
Niviventer hinpoon är en däggdjursart som först beskrevs av Marshall Jr. 1976.  Niviventer hinpoon ingår i släktet Niviventer och familjen råttdjur. IUCN kategoriserar arten globalt som otillräckligt studerad. Inga underarter finns listade i Catalogue of Life.
Denna gnagare förekommer i en mindre region i centrala Thailand med karst. Individer hittades bland annat nära en grotta och i buskskogar. Annars är inget känt om levnadssättet.